# Bleibacher Totentanz

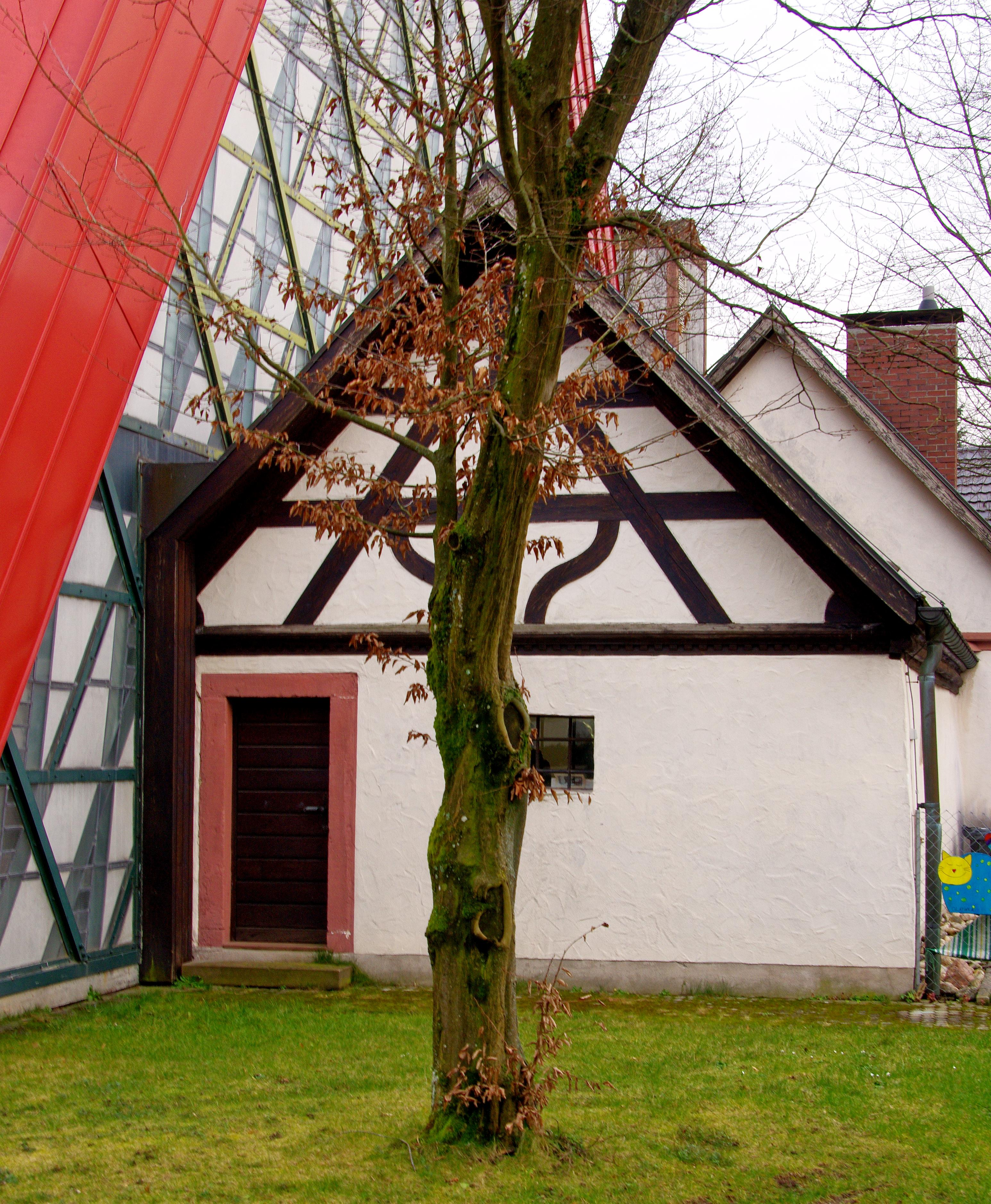
Das Beinhaus von außen

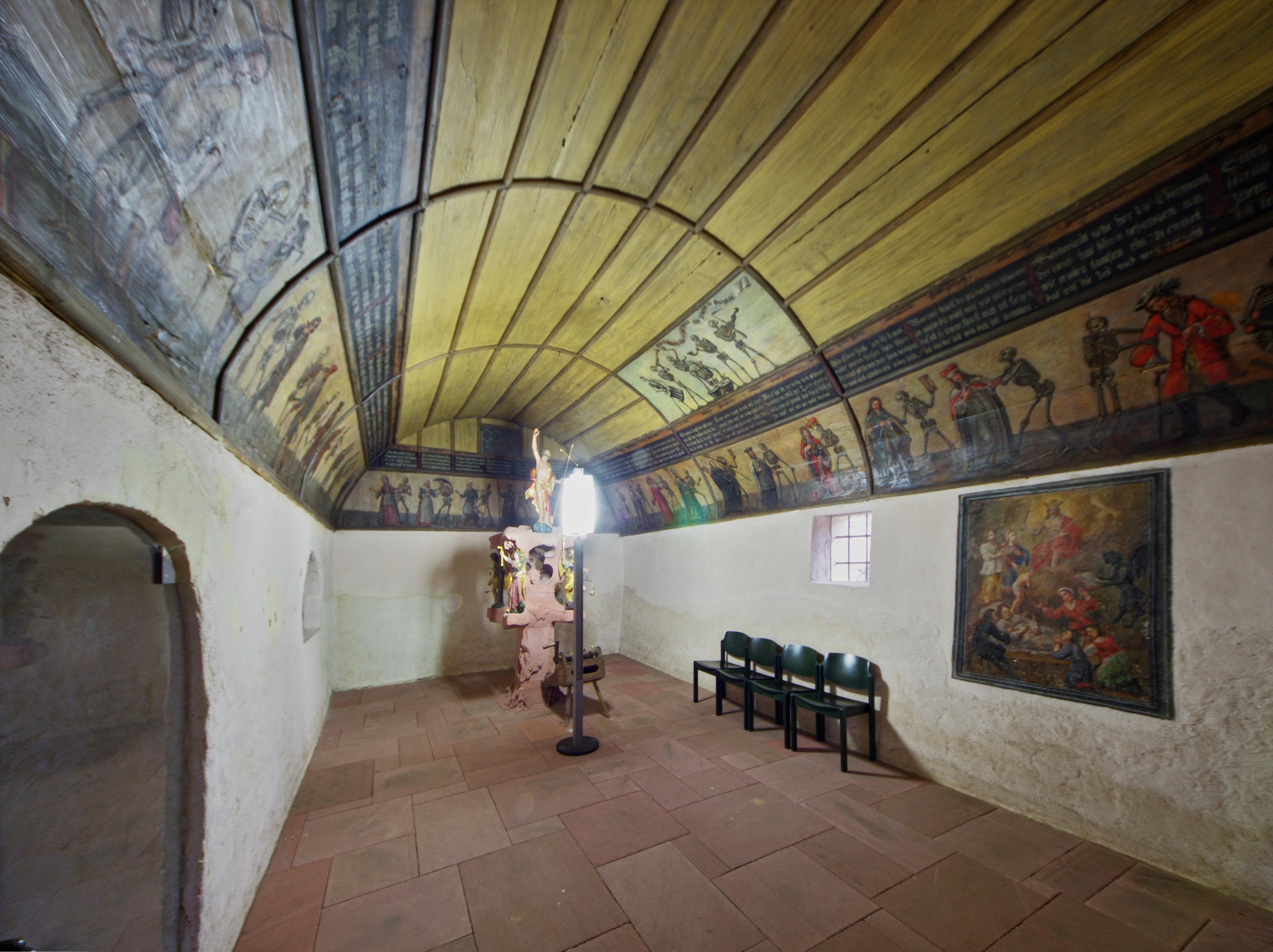
Das Beinhaus von innen, Ultraweitwinkelaufnahme mit den entsprechenden Verzerrungen

Der Totentanz von Bleibach im Elztal, zur Gemeinde Gutach-Bleibach im Breisgau gehörend, ist ein Wandgemälde und im südbadischen Raum einmalig, weil er bis heute vollständig erhalten geblieben ist und weil die ursprünglichen Begleitverse über den einzelnen Szenen noch nachgelesen werden können.

## Entstehung

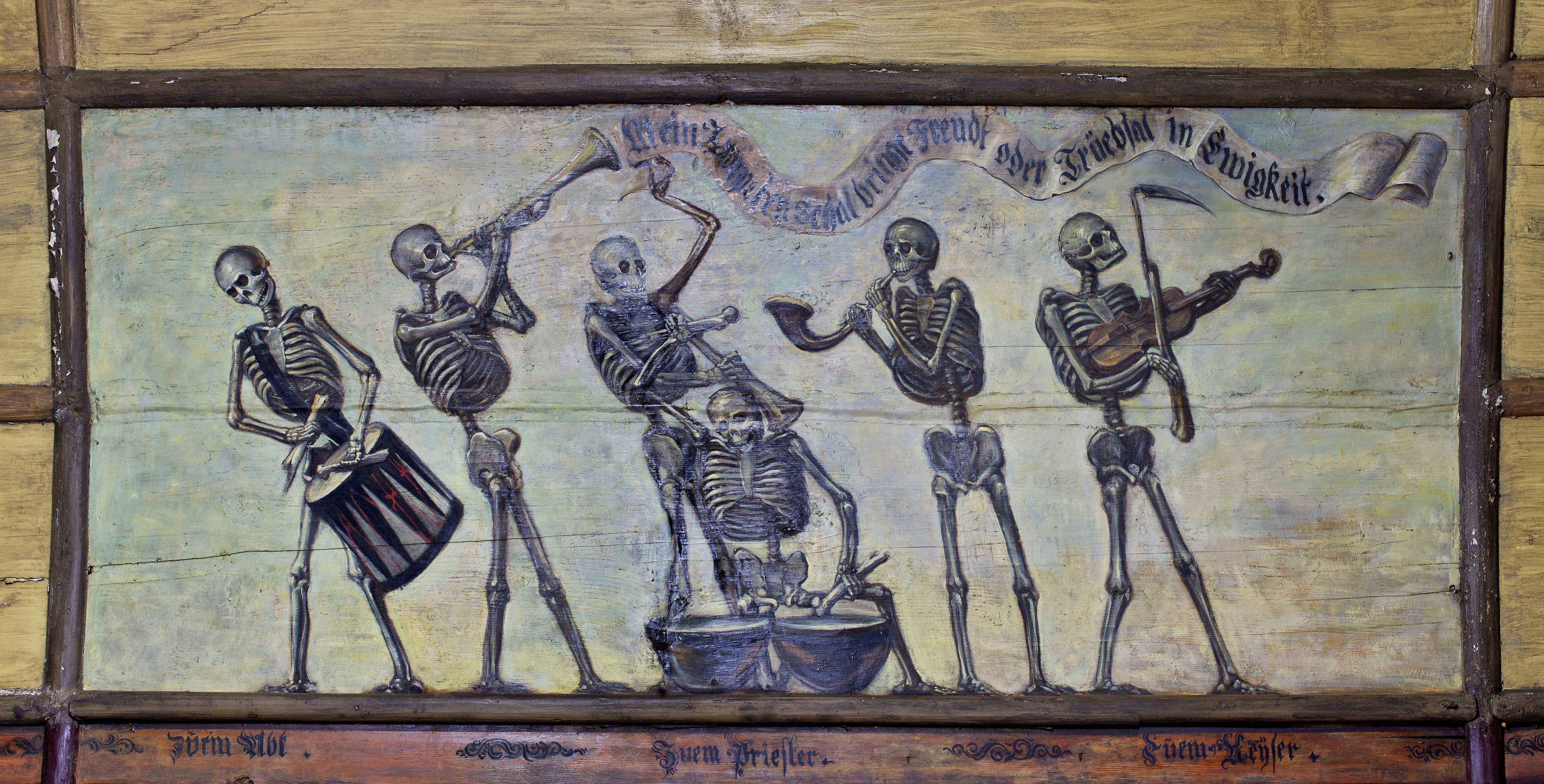
Die Kapelle spielt auf

Der Bleibacher Totentanz mit einer Gruppe musizierender Gerippe und 33 Tanzpaaren entstand 1723 in der früher freistehenden Beinhauskapelle neben der Pfarrkirche St. Georg in Bleibach. Drei Jahre zuvor hatte der aus Waldkirch stammende Pfarrvikar Johann Martin Schill die Kapelle errichten lassen. Weil ihm von 1715 bis 1728 die Seelsorge in der Gemeinde Bleibach übertragen war, kann in ihm auch der Auftraggeber für den Totentanz vermutet werden. Als Künstler kommt eigentlich nur der Waldkircher Maler Johann Jakob Winter (1663–1746) in Betracht, der in demselben Jahr an der Südwand der Kapelle unterhalb des Totentanzes auch das Fresko mit einer Sterbeszene gemalt hat. Über den Autor gibt es keine verlässlichen Nachrichten; auf Grund einer Notiz aus dem Jahr 1884 stammen die Begleitverse wahrscheinlich von dem österreichischen Edlen von Scherer, der zu dieser Zeit als Lehrer in Bleibach tätig war.

## Beschreibung
Der Totentanz wurde in Ölfarben rundum an den Wänden und in den Ansätzen des holzverschalten Tonnengewölbes der Kapelle ausgeführt. Über dem eigentlichen Tanz der Paare ist auf der Südseite eine Eingangsmusik dargestellt: „Sechs Sensenmänner spielen mit merkwürdigen, makabren Instrumenten die Weise vom Tod. Der Geiger, dessen Bogen ein Sensenblatt ist, spielt die Melodie, mit Arm- und Oberschenkelknochen schlägt der Trommler (mit dem Gerippe an der Kesselpauke) den Rhythmus und aus der Trompete erklingt nach dem Spruchband die Mahnung: Mein Trompetenschall bringt Freud oder Truebsal in Ewigkeit. Krummhorn und Zinken dienen als Begleitmusik“ (Hermann Trenkle).
Auf dem umlaufenden Bilderfries tanzt der als Skelett dargestellte Tod mit seinen Opfern in allen Altersstufen, ohne auch nur einen zu verschonen. Von der Tradition abweichend lockt er bereits in der ersten Szene ein Kind mit einem roten Apfel zum Tanz. Es folgen die Würdenträger des geistlichen Standes: Papst, Kardinal, Bischof, Abt und Priester. Anschließend treten die weltlichen Standespersonen auf: Kaiser, König, Herzog, Edelmann, Amtmann, Jurist, Doktor, Reicher Mann, Kaufmann, Bürger, Junggeselle, Soldat, Krämer, Koch, Bauer, Tagelöhner, Spielmann, Blinder und Alter Mann. Den Schluss bilden die Frauen: Jungfrau, Kaiserin, Äbtissin, Freifrau, Stadtfrau, Bäuerin, Pilgerin und Altes Weib. Die Komposition der Bilder legt die Vermutung nahe, der Künstler habe sowohl die Vorbilder in Basel (Basler Totentanz) und Kientzheim (Haut-Rhin) (Totentanz von Kientzheim) als auch die „Bilder des Todes“ von Hans Holbein d. J. gekannt.
Der Bildhintergrund ist neutral gehalten; die Personen sind nicht in mittelalterlicher Tracht, sondern nach der damaligen Mode gekleidet. Es fällt auf, dass die Paare sich nicht alle in derselben Richtung bewegen, wie das bei älteren Vorbildern üblich war. Der Schädel des Todes scheint je nach Situation höhnisches Grinsen, hochmütiges Gehabe oder werbendes Lächeln auszudrücken. In fast allen Szenen kommt die Sanduhr als Zeichen der abgelaufenen Lebenszeit vor; beim ärmlich gekleideten Tagelöhner wird sie allerdings ersetzt durch eine Sonnenuhr in einfachster Ausführung.
Dem Totentanz vorangestellt ist ein Prolog mit der Jahreszahl 1723, der so gemalt ist, als ob der Text auf einem ausgebreiteten Pergamentblatt niedergeschrieben worden wäre. Darin werden die Besucher des Beinhauses zum Betrachten der Bilder eingeladen und dazu angehalten, aus den dargestellten Beispielen und den Begleitversen die rechte Art des Sterbens zu lernen. Über dem Prolog befindet sich in Höhe der Spruchbänder und als Beginn der umlaufenden Begleittexte die Mahnung an alle, die nicht lesen können, aus den Bildern zu entnehmen, dass der Tod allen Menschen zu jedem Zeitpunkt ihres Lebens nahe ist.
Die vierzeiligen Verse enthalten jeweils die Anrede des Todes an einen der Todgeweihten. In späterer Zeit wurden zusätzlich zu den heute noch auf den Spruchbändern sichtbaren Versen mit den Anreden des Todes auch entsprechende Antworten der Sterbenden verfasst, die aber zu keinem Zeitpunkt zu dem Totentanzgemälde in der Beinhauskapelle gehört haben. Sie sind im Schrifttum überliefert und sollen sich noch um 1920 in Bleibacher Privatbesitz befunden haben.
Das Totentanzgemälde und die Begleitverse wurden mehrfach restauriert und 1908 durch den aus Bleibach stammenden renommierten Kunstmaler Josef Schulthis wieder in den ursprünglichen Zustand versetzt. Weitere Restaurierungen folgten 1963 und 1977.

## Begleitverse
Von den überlieferten Begleitversen des Totentanzgemäldes werden hier nur der Prolog und die Mahnung in der heute noch lesbaren Fassung wiedergegeben:
(Prolog an der Ostwand)

Kombt Ihr Menschen Jung und Alt	

beschauen den tantz, wie er abgemahlt			

und solchen thuen nur woll betrachten			

wie wenig das Zeitlich ist zu achten.			

O Mensch lass gehen dein Hoffarth

alle stundt der tott auff dich warth.

Kein Mensch kan ihm ja nit entgehen,

wie du vor augen thuest jetzt sehen,

gedenckhe offt nur an das sterben,

so wirst ein selig End Erwerben,

und schreib an deines Hertzens Thür

Heith an mir, morgen an Dir.

ANNO 1723

(Mahnung)

Wer doch nit lessen kan,

beschau den tantz nur an,

wie der tott all augenblickh

den menschen hat an seinem strickh.

## Bedeutung
Der Bleibacher Totentanz ist wie seine Vorbilder eine spezielle Darstellung der Begegnung des Menschen mit dem Tod, wie sie seit Mitte des 15. Jahrhunderts u. a. im alemannischen Sprachgebiet vielfach anzutreffen ist. Bei den Totentänzen greift der personifizierte Tod in das Leben der Menschen ein, wann und wo er will sowie unabhängig von Geschlecht, Alter, Beruf oder gesellschaftlichem Stand. Die Allgegenwart des Todes und die Ungewissheit der Todesstunde („media vita in morte sumus“) sollten nach Art einer bildhaften Bußpredigt ins Bewusstsein rufen, dass nur ein gottgefälliges Leben den Menschen vor Hölle und Purgatorium bewahren kann.
Die Ursprünge des deutschsprachigen Totentanzes sind am Oberrhein und in den angrenzenden schwäbisch-alemannischen Sprachgebieten zu suchen. In diesem durch gemeinsame Sprachwurzeln charakterisierten Bereich befinden sich zudem die meisten noch existierenden oder nachweisbaren Totentanzdarstellungen europaweit.